# أولف لوندبيرغ
أولف لوندبيرغ (6 نوفمبر 1955 - ) هو لاعب كرة قدم سويدي في مركز الدفاع. شارك مع منتخب السويد تحت 21 سنة لكرة القدم ومنتخب السويد لكرة القدم. أما مع النوادي، فقد لعب مع نادي يورغوردينس وIFK Sundsvall ‏ وIFK Luleå ‏ وAlterdalens IF ‏.

## مسيرته الكروية
لعب أولف لوندبيرغ خلال مسيرته الاحترافية مع ناديين في عشرة مواسم وسجل خلالها 15 هدفًا ضمن 195 مباراة. ولم يفز بأي موسم بالكأس أو بالدوري.
خاض أولف لوندبيرغ مسيرته مع IFK Sundsvall ‏ في موسم 1977 ليلعب معه أربعة مواسم، مشاركًا في 96 مباراة سجل خلالها 9 أهداف. ثم انتقل إلى نادي يورغوردينس في موسم 1981 ليلعب معه ستة مواسم، حيث شارك في 99 مباراة سجل خلالها 6 أهداف.

## وصلات خارجية
- أولف لوندبيرغ على موقع قاعدة بيانات كرة القدم.إي يو (الإنجليزية)
- أولف لوندبيرغ على موقع ناشيونال فوتبول تيمز (الإنجليزية)